# Bou d'Osborne de la carretera de Manacor

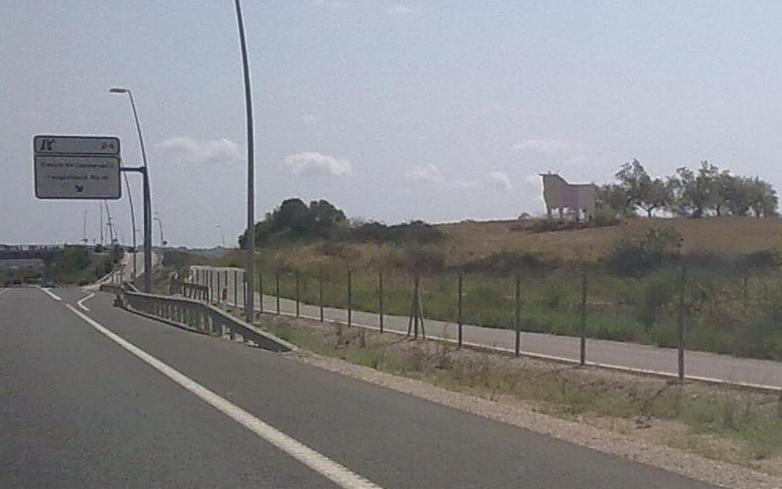
El bou amb el cap tallat l'agost de 2013.

El bou d'Osborne de la carretera de Manacor és l'únic que hi ha instal·lat a l'illa de Mallorca i a tot l'arxipèlag balear. Es troba a la dreta de la carretera en sentit Manacor entre Algaida i Montuïri, al punt quilomètric 24, a la finca de Son Munar. És conegut pels seus constants canvis de color, deguts a actes artístics o reivindicatius d'ideologia diversa.
En diverses ocasions ha lluït pintades antitaurines, independentistes o polítiques. Entre d'altres, ha aparegut pintat amb la bandera gai (abril de 2011), amb flors roses i blanques (maig de 2011), de presidiari amb una menció a Jaume Matas (maig de 2011) i amb reivindicació del moviment indignat (juny de 2011) o amb les quatre barres (desembre de 2012). A més de les pintades, també ha patit desperfectes com quan li tallaren les banyes el desembre de 2012. Els sectors espanyolistes han repintat de negre el bou en considerar-lo un símbol d'espanyolitat.